# Senzabenza
 (juillet 2025).
Senzabenza est un groupe italien de pop punk, originaire de Latina.

## Histoire
Le noyau du groupe se forme en 1989, à Latina, mais ce n'est qu'en 1992, après la démo auto-produite Suono forte e veloce, que leur premier album Peryzoma sort chez McGuffin avec une formation de quatre musiciens : Nando Ferdinandi (chant, guitare), Sebi Filigi (guitare), Fabio Furlan (basse), Max Bergo (batterie). L'année suivante, le deuxième album Gigius reprend le style du premier. Leur troisième album Deluxe - How to Make Money with Punk Rock sorti en 1996 sur Ultimo Piano/Sony est mixé par Joey Ramone. Le quatrième album, Vol. 4, en 1999 est chanté en italien et est plus lié au beat mais n'est pas apprécié. L'album voit l'entrée du claviériste Daniele Nonne et plus tard Eliano Zomparelli remplace Fabio Furlan à la basse.
Le groupe revient avec des paroles en anglais pour leur cinquième œuvre, Uppers, qui contient deux reprises Bonzo Goes to Bitburg des Ramones et Time After Time de Cyndi Lauper. En 2017, ils reviennent sur les scènes italiennes avec leur tournée Pop from Hell ; dans le même temps, leur sixième album, homonyme, sort.
En 2019, leur neuvième album, Godzilla Kiss!, sort chez Striped Records. Le 17 décembre 2022, leur dixième album, Punk Pop Dilemma, est publié par ZdB Consortium. En 2024, leur morceau Insomnia, issu de l'album Vol.4, est redécouvert par la communauté lostwave, après avoir été téléchargée sans titre sur YouTube en 2012.

## Style musical
Leur style musical, qualifié de flower-punk par eux-mêmes,, rappelle à certains égards les Ramones et le surf/beat. Les paroles sont presque toutes en anglais, il y a des liens avec le rythme italien comme la reprise de Non sperarlo più de Camaleonti et des références au rock démentiel comme le titre Wanna Marchi Acid Blues. En raison du style facile des chansons, ils sont comparés aux Hard-Ons australiens.

## Discographie

### Albums studio
- 1991 : Suono forte e veloce
- 1991 : We wanna pork!
- 1992 : Peryzoma
- 1993 : Gigius
- 1996 : Deluxe - How to Make Money with Punk Rock
- 1999 : Vol. 4
- 2002 : Uppers
- 2017 : Pop From Hell
- 2019 : Godzilla Kiss!
- 2022 : Punk Pop Dilemma

### Split
- 2015 : Punk Rock Generations (avec The Crooks, Rappresaglia et Latte+)